# Faldarlı
Faldarlı è un comune dell'Azerbaigian situato nel distretto di Zaqatala. Conta una popolazione di 1 767 abitanti.